# Koźlątków (kolonia)
Koźlątków – kolonia w Polsce położona w województwie wielkopolskim, w powiecie kaliskim, w gminie Lisków.